# Sporophila maximiliani
El semillero picón, semillero de Maximilian, arrocero picudo (en Colombia) o semillero picón grande (en Venezuela) (Sporophila maximiliani), es una especie de ave paseriforme de la familia Thraupidae perteneciente al numeroso género Sporophila, anteriormente situada en el género Oryzoborus. Es nativo de América del Sur y se encuentra amenazado de extinción.

## Distribución y hábitat
Presenta una distribución muy fragmentada, en el norte de Bolivia (una localidad), este de Venezuela, Guyana, Surinam, Guayana Francesa, la baja Amazonia brasileña y el este y suroeste de Brasil. Es muy raro y local a lo ancho de su rango, pero puede ser bastante común en su hábitat preferencial, y se ha notado bastante común en sabanas cerca de Trinidad en Beni, Bolivia. Hubo unos pocos registros en el este y suroeste de Brasil en años recientes, con uno o dos individuos observados en apenas cinco locales en los estados de Goiás, Bahía, Mato Grosso y Mato Grosso do Sul. Extensas búsquedas hechas por ornitólogos revelan que esta especie es ahora extremadamante rara. Alguna vez existió en el este de Colombia, pero se la considera extinta en esta región.
Habita en pastizales altos inundados, pantanos, y bordes de bosques pantanosos y zonas de arbustos próximas al agua, por debajo de los 800 m de altitud.

## Estado de conservación
El semillero picón ha sido calificado como amenazado de extinción a nivel global por la Unión Internacional para la Conservación de la Naturaleza (IUCN), debido a que su muy baja población, estimada entre 1000 y 2500 individuos maduros, se presume estar en rápida decadencia como resultado de la pérdida de hábitat y su fragmentación y por causa de la captura para comercio como ave de jaula. En Brasil, es considerado críticamente amenazado de extinción a nivel nacional.

## Descripción
Mide 15 a 16 cm de longitud y pesa 25 g. El plumaje del macho adulto es negro, con una mancha blanca en la parte externa de las alas y matices blancuzcos en la parte inferior de estas. Su pico, enorme y desproporcional a su cabeza, es totalmente blanco tiza o manchado de blanco. Las hembras tienen plumaje de color pardo con tonos castaños a oliváceos en la parte superior y color ante en la parte inferior, y el pico negruzco.

## Alimentación
Es granívoro. Se alimenta principalmente de las semillas de Hypolytrum y Cyperus rotundus.

## Sistemática

### Descripción original
La especie S. maximiliani fue descrita por primera vez por el ornitólogo alemán Jean Cabanis en 1851 bajo el nombre científico Oryzoborus maximiliani; su localidad tipo es: «Río Espírito Santo, Espírito Santo, y Caravellas, Bahía, Brasil».

### Etimología
El nombre genérico femenino Sporophila es una combinación de las palabras del griego «sporos»: semilla, y  «philos»: amante; y el nombre de la especie «maximiliani» conmemora al explorador y ornitólogo alemán Maximilian zu Wied-Neuwied (1782–1867).

### Taxonomía
La presente especie, junto a otras cinco, estuvo tradicionalmente incluida en el género Oryzoborus, hasta que los estudios filogenéticos de Mason & Burns (2013) demostraron que estas especies y también Dolospingus fringilloides se encontraban embutidas dentro del género Sporophila. En la Propuesta N° 604 al Comité de Clasificación de Sudamérica (SACC) se aprobó la transferencia de dichas especies a Sporophila.
Los datos presentados por los amplios estudios filogenéticos recientes demostraron que la presente especie es hermana de Sporophila nuttingi y el par formado por ambas es hermano del par formado por S. crassirostris y S. atrirostris.
La subespecie S. maximiliani parkesi, antes era denominada Oryzoborus maximiliani magnirostris Phelps Sr. & Phelps Jr., 1950, pero con el cambio para Sporophila el epíteto magnirostris pasó a ser preocupado y fue substituido. La subespecie Sporophila crassirostris occidentalis ya fue incluida por algunos autores en la presente.

### Subespecies
Según la clasificación Clements Checklist/eBird v.2019 se reconocen dos subespecies, con su correspondiente distribución geográfica:
- Sporophila maximiliani parkesi Olson, 1981 – este de Venezuela (norte de Bolívar, sureste de Sucre, y Delta Amacuro), Trinidad, Guyana y Guayana Francesa; las poblaciones del norte de Brasil (Amapá y  norte de Pará) probablemente son de esta subespecie.
- Sporophila maximiliani maximiliani (Cabanis), 1851 – centro sur y sureste de Brasil.

La clasificación del Congreso Ornitológico Internacional (IOC) considera a parkesi (magnirostris) incluida en la nominal.